# Gaston Juchet
Gaston Juchet (1º settembre 1930 – 12 novembre 2007) è stato un ingegnere e progettista francese, noto per essere stato capo progettista della Renault tra il 1963 e il 1975 e di nuovo tra il 1984 e il 1987.

## Biografia

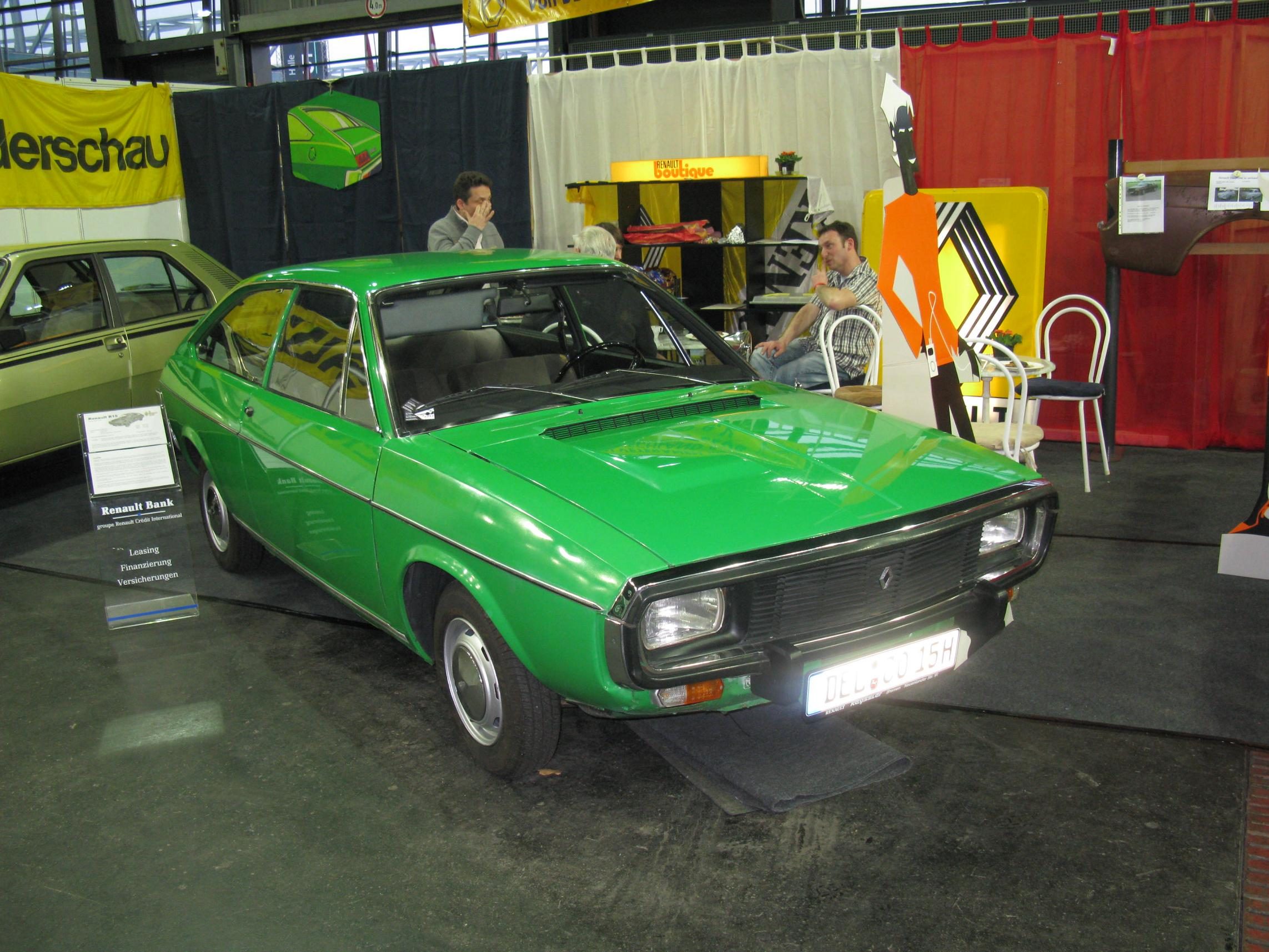
Renault 15

Laureato in ingegneria all'École Centrale Paris, nel 1958 dopo il servizio militare, entrò a far parte del dipartimento di ricerca e sviluppo della Renault come ingegnere specializzato in aerodinamica. Il suo primo lavoro all'interno dell'azienda fu il restyling della Renault Frégate. Successivamente si occupò dello sviluppo del progetto 115, che sarebbe poi diventato la Renault 16. Dal 1963 in poi fu uno dei designer più importanti all'interno della Renault. 

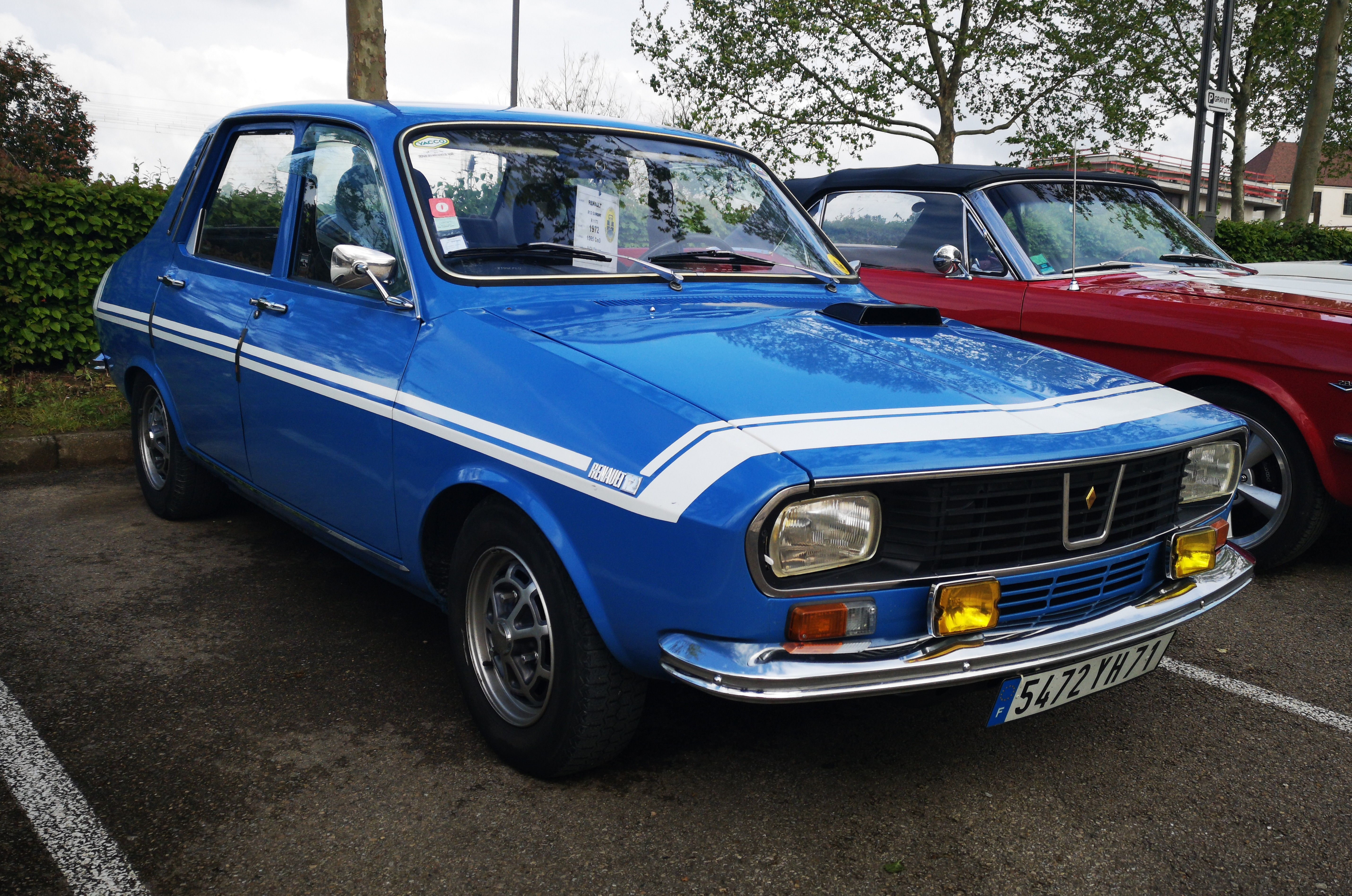
Renault 12 Gordini

Nel 1965 venne ufficialmente nominato capo del centro stile Renault. Negli anni successivi partecipò alla progettazione di svariate vetture della casa francese come le Renault 12, 15, 17, parzialmente della 5 (che venne per lo più progettata da Michel Boué), 6, 30, 20 e l'Alpine A310. Nel 1975 Robert Opron fu nominato alla direzione del centro stile Renault e Juchet divenne uno dei suoi assistenti insieme a Jacques Nocher. Quando Opron lasciò l'azienda nel 1984, Juchet divenne di nuovo capo designer fino a quando fu sostituito da Patrick le Quément nel 1987.
Juchet introdusse alla Renault alcuni metodi innovativi di prototipazione come lo UNISURF e il Computer Aided Design (CAD) nel progettare le vetture e lavorò a stretto contatto con Marcello Gandini, Giorgetto Giugiaro, Sergio Coggiola e con il capo progettista della American Motors (che all'epoca collaborava con la Renault) Dick Teague.

## Riconoscimenti

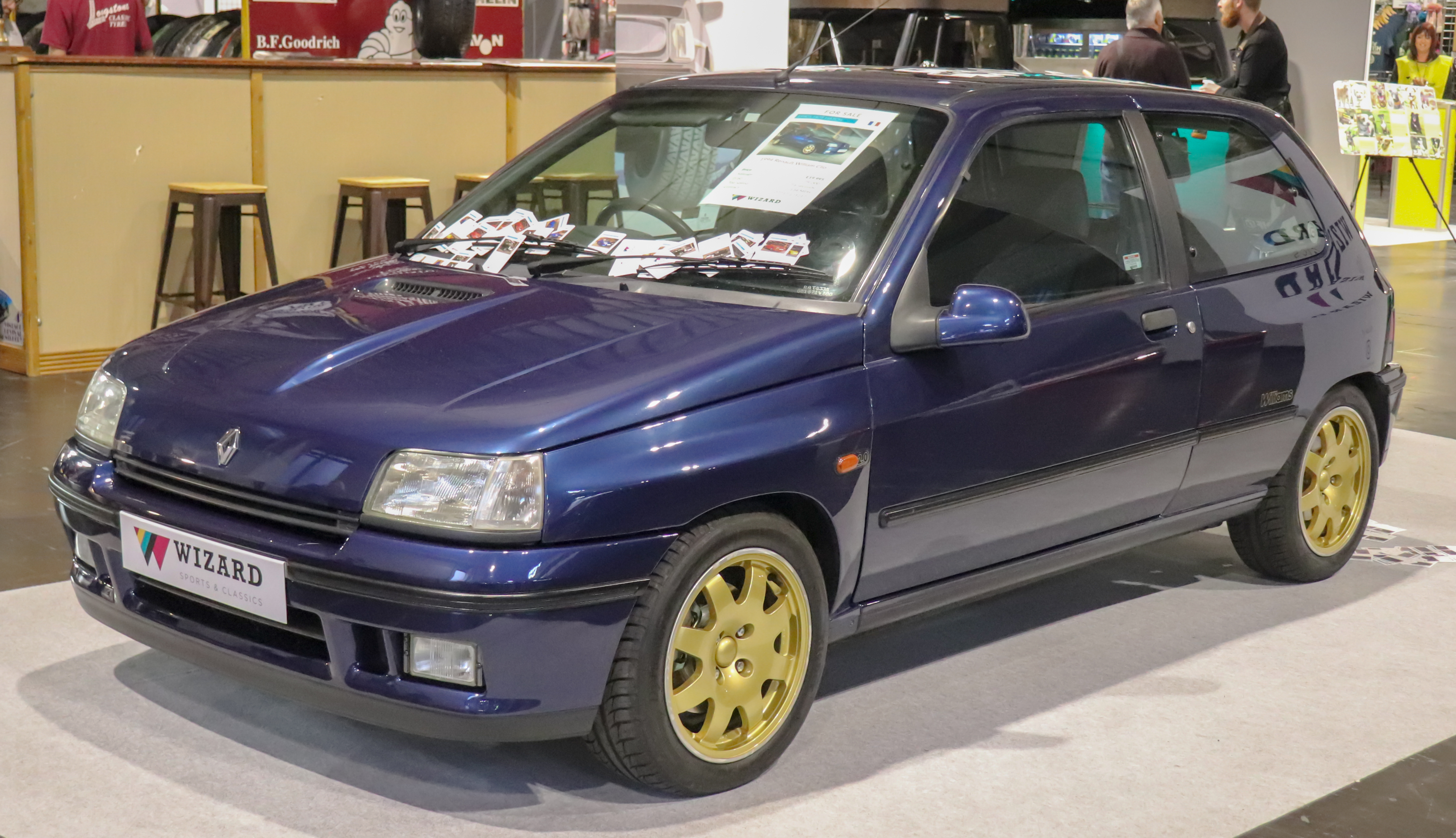
Renault Clio, una delle ultime creazioni di Juchet

Juchet ha vinto il Gran Premio di Francia del disegno industriale nel 1976.

## Modelli disegnati
- Renault 8
- Renault 16
- Renault 30
- Renault 20
- Renault 12
- Renault 15 e 17
- Renault 25
- Renault 18
- Renault Clio I